# Pietro Sambi
Pietro Sambi (ur. 27 czerwca 1938 w Sogliano al Rubicone we Włoszech, zm. 27 lipca 2011 w Baltimore) – duchowny katolicki, arcybiskup, nuncjusz apostolski w Stanach Zjednoczonych.

## Życiorys
14 marca 1964 otrzymał święcenia kapłańskie i został inkardynowany do diecezji San Marino-Montefeltro. W 1966 rozpoczął przygotowanie do służby dyplomatycznej na Papieskiej Akademii Kościelnej.
10 października 1985 został mianowany przez Jana Pawła II pro-nuncjuszem apostolskim w Burundi oraz arcybiskupem tytularnym Bellicastrum. 
Sakry biskupiej 9 listopada 1985 r. udzielił mu kardynał Jozef Tomko. 
Następnie w 1991 został przedstawicielem Watykanu w Indonezji.
6 stycznia 1998 został przeniesiony do nuncjatury w Izraelu. Reprezentując również Watykan na Cyprze oraz wobec władz Autonomii Palestyńskiej.
Od grudnia 2005 do śmierci 27 lipca 2011 pełnił funkcję nuncjusza w Stanach Zjednoczonych.